# 上木敬
上木 敬（かみき けい、6月11日 - ）は、日本の漫画家。埼玉県出身。

## 人物
旧名義は木下敬次。『週刊少年ジャンプ』（集英社）での『破壊神マグちゃん』連載開始時に「上木敬」名義に変更したが、当初考えていたペンネームは担当編集者によりボツとなった。
2016年から2017年に岡本喜道の『デモンズプラン』のアシスタントをしていた。
好きなゲームは『ポケットモンスター金銀』、『ガチャフォース』、『斬撃のレギンレイヴ』。

## 作品リスト

### 連載
- 破壊神マグちゃん（『週刊少年ジャンプ』2020年29号[7] - 2022年10号[8]、全9巻）

### 読切
- 大団円 - 2011年、第1回Gカップ Eカップ受賞。木下敬次名義。
- 2学期のミラージュ - 2012年8月期、第62回JUMPトレジャー新人漫画賞佳作受賞[3]。木下敬次名義。
- ロードローグ（『少年ジャンプNEXT!』2013 AUTUMN 掲載） - デビュー作。木下敬次名義。
- 箱の中の青（『少年ジャンプNEXT!!』2015vol.4掲載） - 木下敬次名義。
- 鶏の海（『ジャンプGIGA』2017vol.1掲載） - 木下敬次名義。
- 破壊神マグちゃん（『ジャンプGIGA』2019 SUMMER vol.3 掲載） - 木下敬次名義。
- サラマンドラの囚神（作画協力：小浪豊、『ジャンプGIGA』2023 EARLY SPRING掲載[9]）